# تک‌آهنگ‌ها (آلبوم امینم)
تک‌آهنگ‌ها (به انگلیسی: The Singles) که با نام تک‌آهنگ‌های بین‌المللی در خارج از ایالات متحده منتشر شده‌است، کلکسیون جعبه‌ای از تک‌آهنگ‌های سی‌دی است که در سال ۲۰۰۳ (میلادی) توسط رپر آمریکایی امینم منتشر شد. این مجموعه شامل ده تک آهنگ است، هر کدام شامل ریمیکس‌های مختلف، ساید-بی و موزیک ویدئوها، به همراه قطعه‌های اصلی است.